# Chính phủ bù nhìn
Chính phủ bù nhìn là chính phủ tại một nước này do một nước khác dùng vũ lực lập ra và điều khiển chứ không phải do dân nước đó lập ra. Nhìn chung khi xảy ra chiến tranh, các lực lượng bên ngoài đều cố gắng thiết lập các Chính phủ bù nhìn bản xứ, nhằm tạo điều kiện thuận lợi khai thác lực lượng bản xứ theo mục đích của mình, xoa dịu sự chống đối của người bản xứ, cũng như tránh những tranh cãi hoặc sự lên án của dư luận chính quốc.
Một chính phủ bù nhìn có vẻ ngoài độc lập giống như một quốc gia thông thường, cũng có quốc kỳ, quốc ca, hiến pháp, pháp luật, nhưng thực tế bên trong bộ máy của nó bị chi phối bởi quyền lực từ một quốc gia bên ngoài.. Thuật ngữ này là một phép ẩn dụ, so sánh một chính phủ như một con rối được giật dây bởi kẻ múa rối bên ngoài. Tùy theo cách đánh giá và quan điểm cá nhân của mỗi nhà sử học mà một chính phủ trong điều kiện một quốc gia bị lực lượng quân đội nước ngoài chiếm đóng có được xem là bù nhìn hay không.

## ThờiThế chiến thứ hai
Có quan điểm cho rằng một số chính phủ sau đây là chính phủ bù nhìn:
- Bulgaria dưới quyền điều khiển của Đức quốc xã.
- Hungaria dưới quyền điều khiển của Đức quốc xã.
- Nam Tư dưới quyền điều khiển của Đức quốc xã.
- Ba Lan dưới quyền điều khiển của Đức quốc xã.
- Italia do Đức quốc xã hậu thuẫn và điều khiển.
- Pháp dưới quyền điều khiển của Đức quốc xã.
- Mãn Châu quốc, Chính phủ Uông Tinh Vệ dưới quyền điều khiển của Đế quốc Nhật Bản.
- Đế quốc Đại Hàn, Đế quốc Việt Nam[3] dưới quyền điều khiển của Đế quốc Nhật Bản.
- Thái Lan (1941–1945) dưới thời thống chế Plaek Pibulsonggram, Myanmar (1942-1945), đệ nhị Cộng hòa tại Philipines dưới quyền điều khiển của Đế quốc Nhật Bản.